# Valer Toma
Valer Toma, född den 26 november 1957 i Padina i Rumänien, är en rumänsk roddare.
Han tog OS-guld i tvåa utan styrman i samband med de olympiska roddtävlingarna 1984 i Los Angeles.